# Anastazy Pankiewicz
Anastazy Pankiewicz OFM, imię chrzestne Jakub (ur. 9 lipca 1882 w Nagórzanach, zm. 20 maja 1942 w Hartheim) – polski duchowny katolicki, bernardyn, błogosławiony Kościoła katolickiego.

## Życiorys
Był synem Tomasza (1848−1901, rolnika) i Tekli z domu Lenio (1850−1916). Przyszły błogosławiony został ochrzczony jako Jakub Pankiewicz w kościele św. Mikołaja w Nowotańcu. Uczęszczał do szkoły podstawowej w Nowotańcu (gdzie mieściła się siedziba rodzinnej parafii), później do C. K. Gimnazjum w Sanoku (w 1898 ukończył III klasę) i Lwowie (do 1899). W 1900 wstąpił do zakonu bernardynów. W 1904 złożył śluby wieczyste, po czym 1 lipca 1906 przyjął Święcenia kapłańskie. A po ukończeniu studiów teologicznych pracował w zespole Kościelno-Klasztornym w Wieliczce, piastował również urząd kustosza Konwentu Krakowskiego, w latach 1908−1911 pełnił m.in. funkcję magistra nowicjatu zjednoczonej prowincji bernardyńsko-reformackiej we Włocławku, z nominacji prowincjała Daniela Magońskiego.
W latach 1919−1930 pełnił funkcję gwardiana w kościele św. Bernardyna w Krakowie, gdzie dokonał remontu świątyni. Następnie przeniósł się do Łodzi, gdzie był fundatorem klasztoru bernardynów w Kościele i klasztorze pw. św. Elżbiety Węgierskiej. W tym celu w 1930 nabył w dzielnicy Doły kilka działek od Niemców i Żydów, z pomocą licznych sponsorów (szczególnie kanadyjskiej Polonii) wybudował dom zakonny, po czym w latach 1932−1937 na scalonym terenie trzypiętrowy gmach na klasztor i gimnazjum oraz prowizoryczny, jednonawowy, kościół pw. św. Elżbiety. Po kanonicznej erekcji domu w 1932 o. Anastazy Pankiewicz został pierwszym przełożonym. W obiekcie w 1937 otwarto prywatne Ogólnokształcące Gimnazjum Męskie, do którego o. Pankiewicz zaangażował, oprócz zakonnego katechety, wyłącznie nauczycieli świeckich. W 1937 powołał do życia Zgromadzenie Sióstr Antonianek od Chrystusa Króla. W 1939 podniesiono łódzką rezydencję do rzędu konwentu. W 1939 r. Niemcy zajęli bernardyńskie gmachy, a zakonników wysiedlili. W przerobionym kościele umieścili stajnie i garaże. Pankiewicz ukrywał się na cmentarzu św. Wincentego (część cmentarza Doły) w pobliżu klasztoru. W dniu 6 października 1941 podczas masowych aresztowań księży na terenie Łodzi i okolic, został aresztowany i wywieziony do obozu przejściowego w Konstantynowie Łódzkim. 30 października wraz z innymi więźniami konstantynowskiego obozu został przewieziony do niemieckiego obozu koncentracyjnego w Dachau (otrzymał numer obozowy 28176). Po niespełna siedmiu miesiącach uwięzienia decyzją lekarza obozowego został umieszczony w grupie inwalidów, po czym wraz z 14-stoma innymi księżmi katolickimi osadzony w obozie zagłady na zamku Hartheim pod Linzem (obecnie Austria). Zmarł męczeńską śmiercią 20 maja 1942 roku, a jej bezpośrednią przyczyną było obcięcie dłoni przy zamykaniu burty samochodu i zagazowanie.
13 czerwca 1999 został ogłoszony przez Jana Pawła II błogosławionym (w gronie 108 polskich męczenników II wojny światowej).

## Kult i upamiętnienie

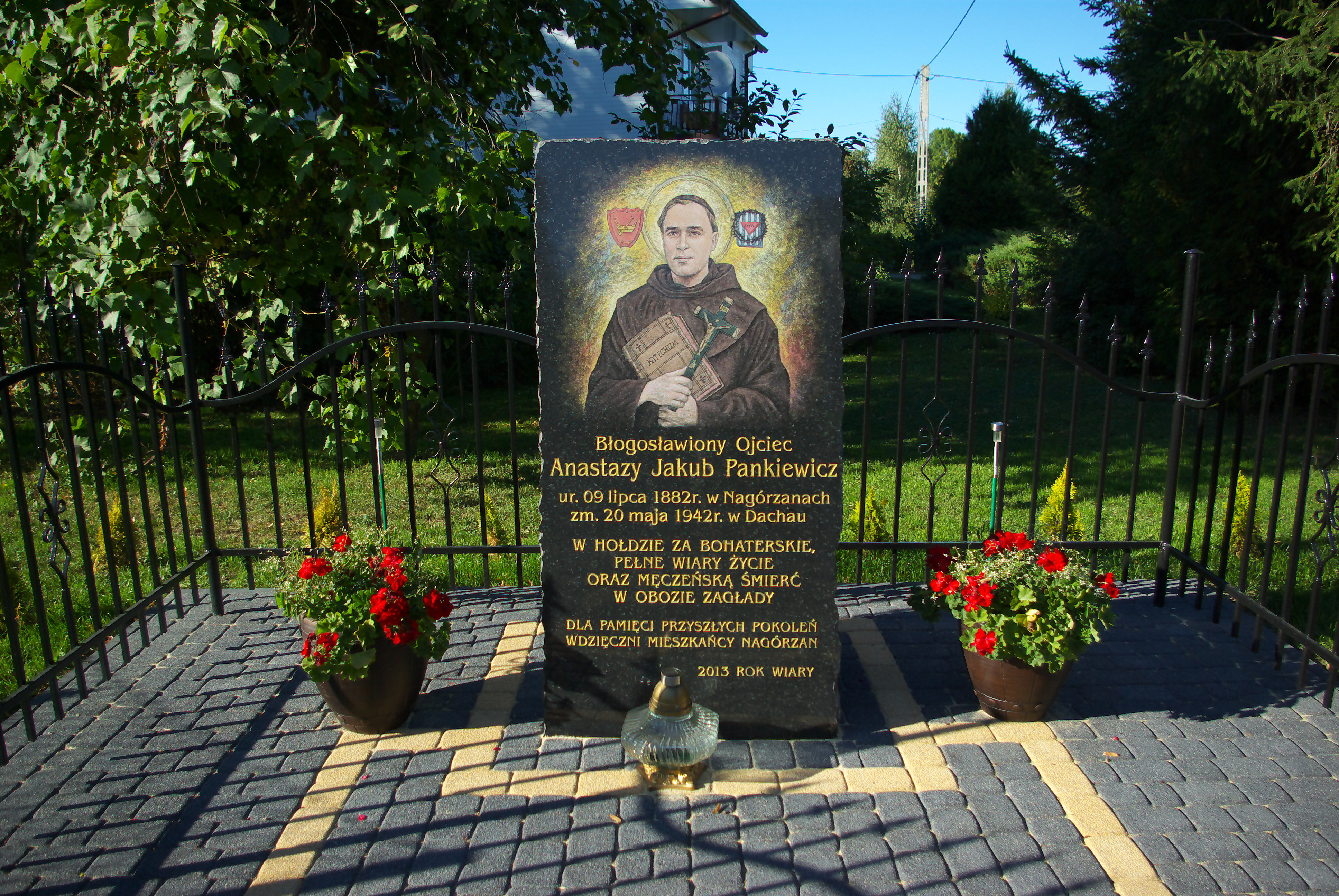
Tablica upamiętniająca bł. Anastazego Pankiewicza w Nagórzanach

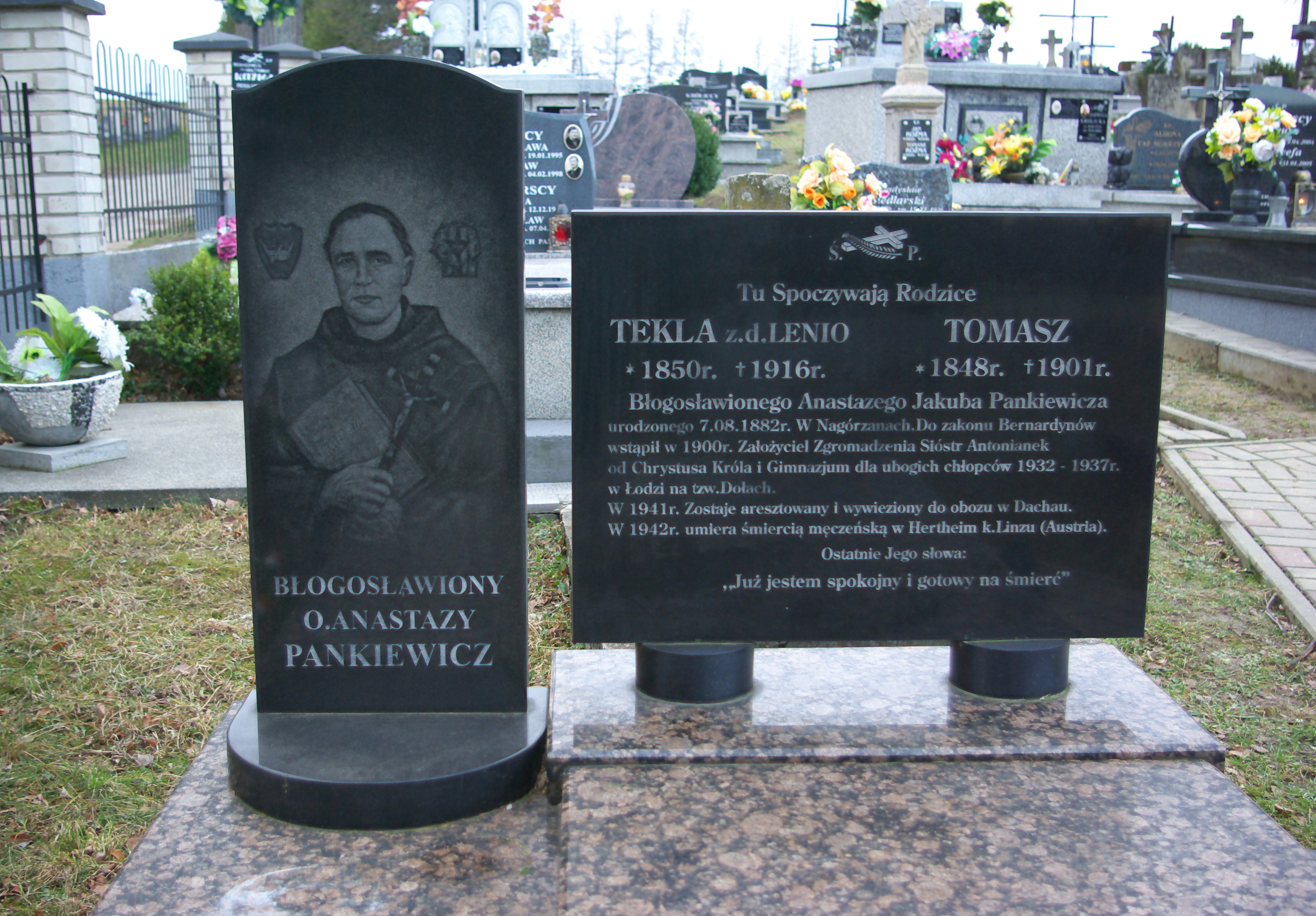
Upamiętnienie bł. Anastazego Pankiewicza na grobowcu jego rodziców w Nowotańcu

Istnieją cztery główne miejsca kultu Anastazego Pankiewicza:
- Kościół i klasztor pw. św. Elżbiety Węgierskiej w Łodzi, którego był fundatorem. W kościele znajduje się jego obraz i tablica pamiątkowa ustanowiona 27 października 1957. Ponadto jego imieniem nazwano położone obok Katolickie Gimnazjum i Liceum Ogólnokształcące im. bł. Anastazego Pankiewicza. Odprawiane są nabożeństwa. Ponadto w łódzkiej dzielnicy Doły w wyniku zmian nazw ulic w 2007 fragment ulicy Spornej przemianowano na ulicę bł. Anastazego Pankiewicza.
- Dom Generalny sióstr antonianek przy ul. Janosika 141 w Łodzi: kaplica pod wezwaniem św. Antoniego z Padwy i bł. o. Anastazego, płaskorzeźba Błogosławionego w prezbiterium, dwa obrazy z jego podobizną, modlitwy do jego intencji.
- Kościół św. Bernardyna w Krakowie: ołtarz, nabożeństwo.
- Parafia św. Mikołaja w Nowotańcu: nabożeństwo i pieśń ku jego czci, ołtarz z wizerunkiem błogosławionego, w 2007 na chrzcielnicy umieszczono tablicę pamiątkową ustanowioną w 125. rocznicę urodzin, w 2011 ustanowiono cztery witraże z jego podobizną, symboliczna tablica na grobie jego rodziców na przykościelnym cmentarzu. 13 lipca 2013 w rodzinnych Nagórzanach została odsłonięta tablica pamiątkowa poświęcona Anastazemu Pankiewiczowi[6].